# Târnăvița, Hunedoara
Târnăvița este un sat în comuna Brănișca din județul Hunedoara, Transilvania, România.

## Lăcașuri de cult
Biserica din lemn „Cuvioasa Paraschiva" a fost construită de către arhimandritul  Sava (1663-1680). De plan dreptunghiular, cu absida poligonală nedecroșată și cu pronaos poligonal, deasupra căruia se inalta un scund turn-clopotnita, ea se impune prin proportiile armonioase, prin calitatea crestăturilor în lemn și prin decorul pictat (datorat unui maestru popular).

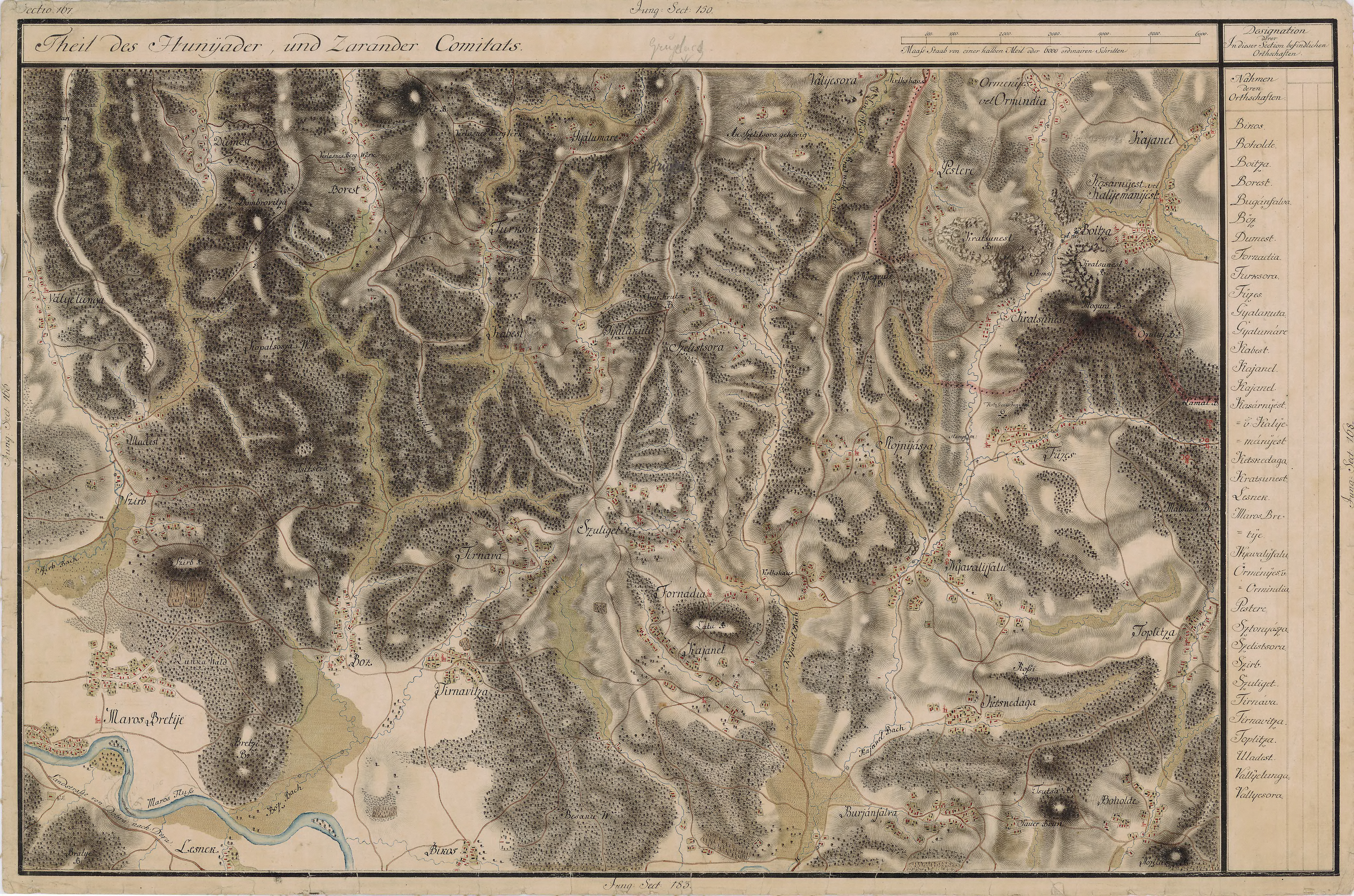
Târnăvița în Harta Iosefină a Transilvaniei, 1769-1773

## Personalități
- Miron Oprean (1876 - 1959), preot, deputat în Marea Adunare Națională de la Alba Iulia - 1918
- Rudolf Oprean (1884 - 1950), inginer, cooptat în Consiliul Dirigent al Transilvaniei, director general al Apelor în Ministerul Lucrărilor Publice; Cetățean de Onoare al comunei Brănișca (2022)

## Imagini

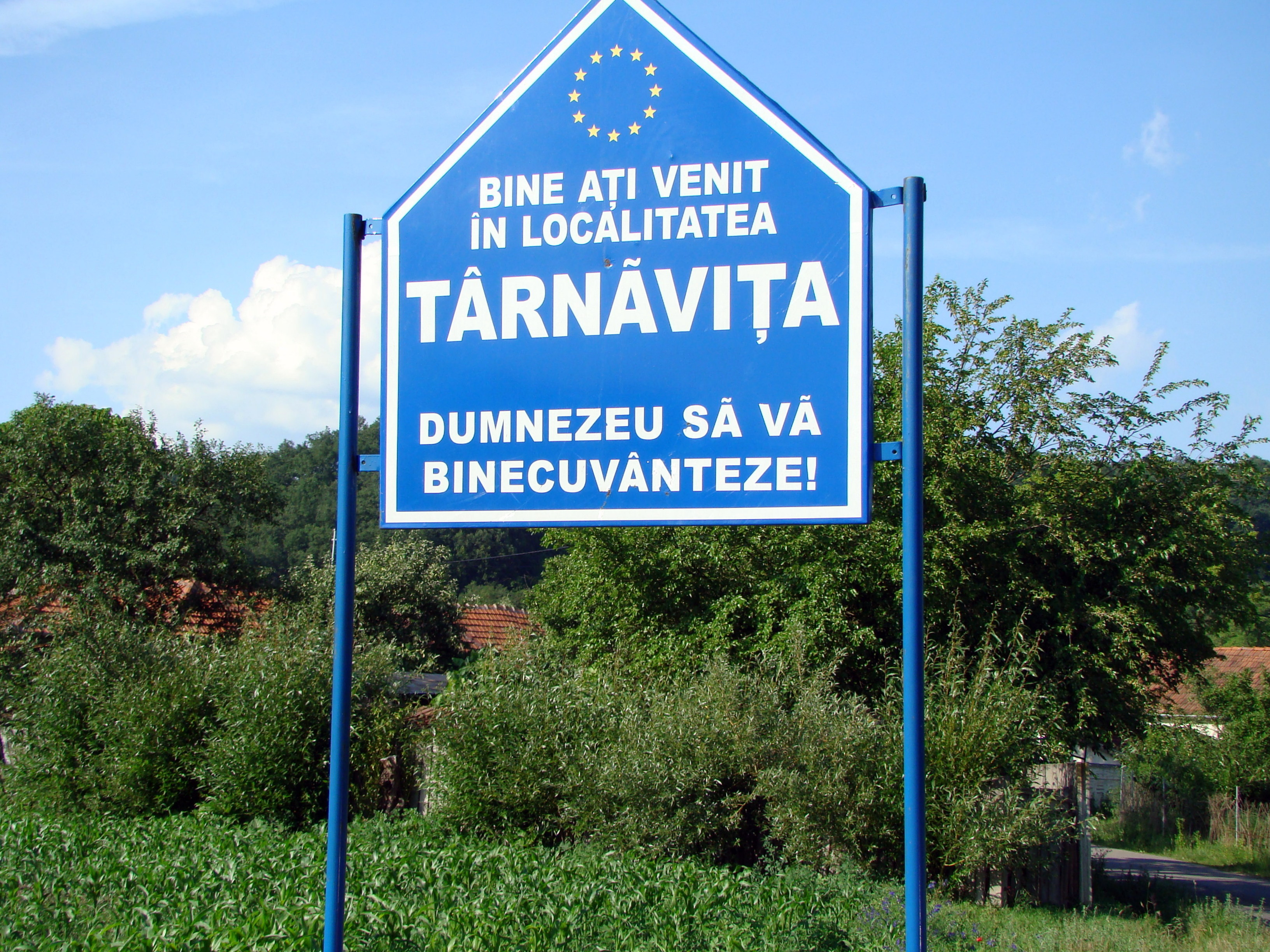
Intrarea în localitate
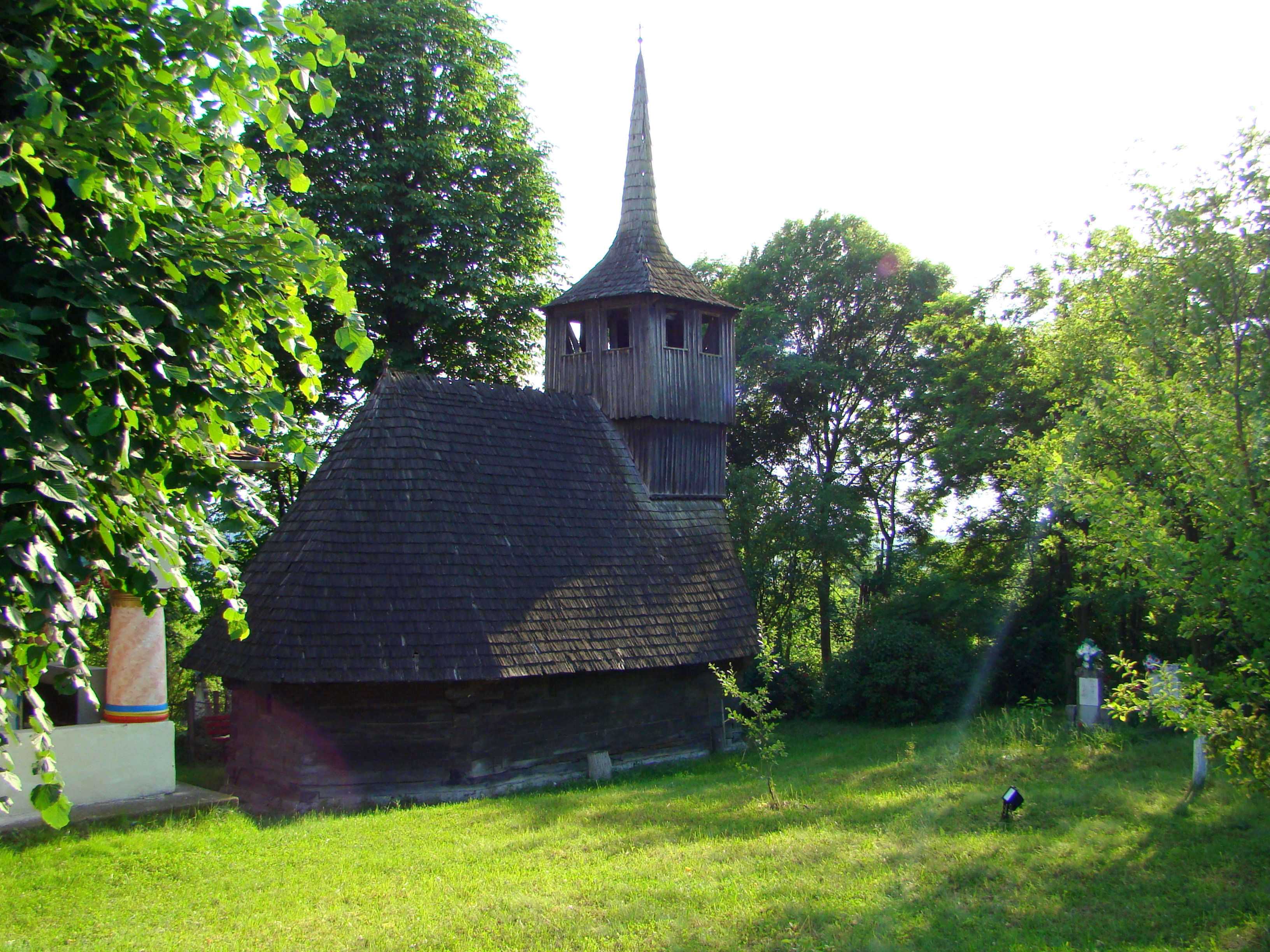
Biserica de lemn (monument istoric)
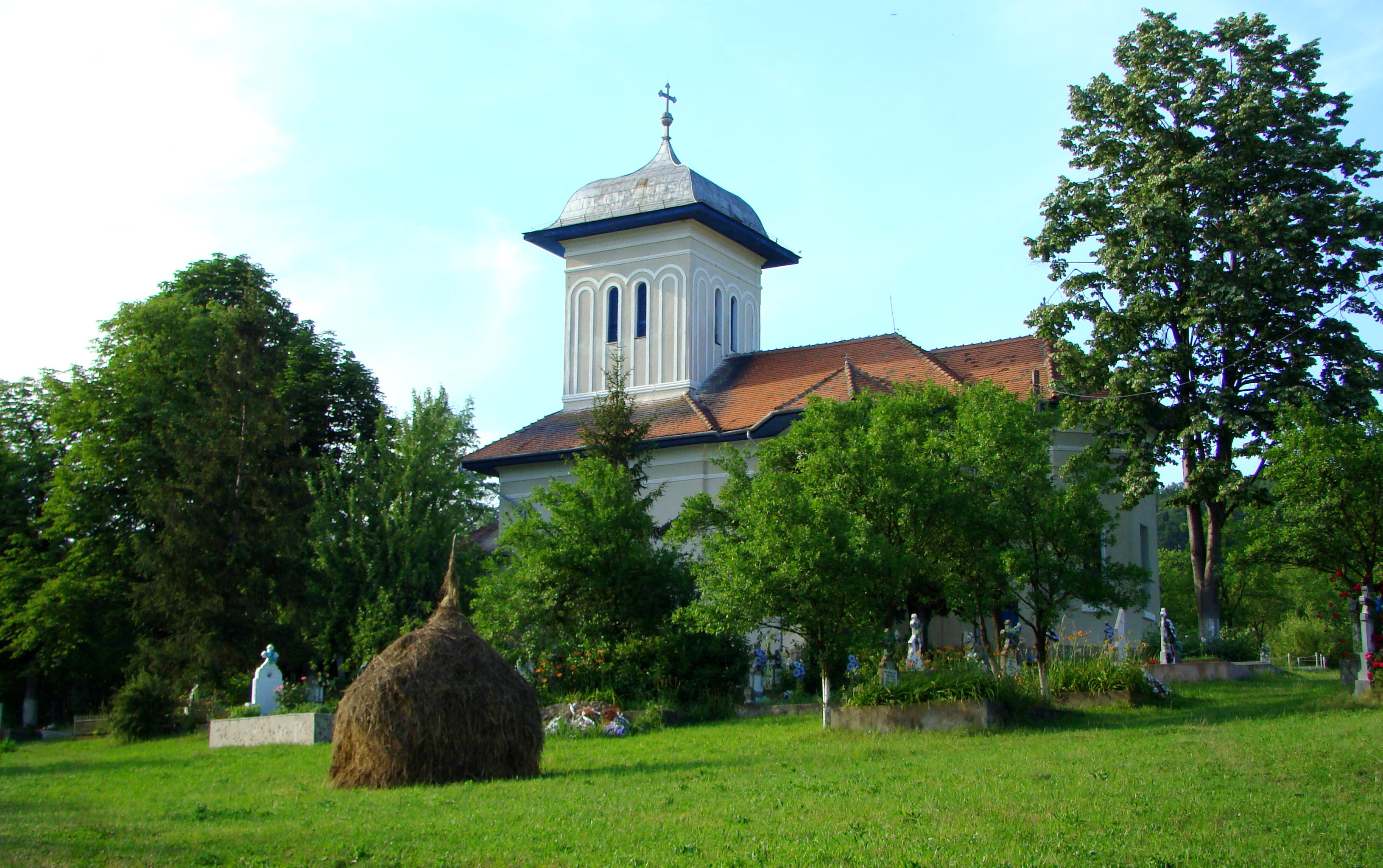
Biserica ortodoxă (1937)